# Eupithecia leucophaeata
Eupithecia leucophaeata là một loài bướm đêm trong họ Geometridae.